# Greg Van Avermaet
Greg Van Avermaet (* 17. května 1985) je belgický profesionální silniční cyklista jezdící za UCI WorldTeam AG2R Citroën Team. Mezi jeho největší úspěchy patří vítězství na jednodenním závodě Paříž–Roubaix v roce 2017 a zlatá medaile ze silničního závodu na olympijských hrách v Riu v roce 2016.
Je specialistou na jednorázové závody, vyhrál klasiky Paříž-Tours 2011, dvakrát ovládl první jarní klasiku Omloop Het Nieuwsblad (2016, 2017), zvítězil v závodech Record Bank E3 Harelbeke (2017) a Gent-Wevelgem (2017). Dvakrát též ovládl podzimní kanadskou klasiku Grand Prix Cycliste de Montréal (2016, 2019). Patří mu i vítězství na jednom z nejnáročnějších závodů sezóny, přezdívaném "Peklo severu" – Paříž–Roubaix ovládl v roce 2017 jen těsně před Zdeňkem Štybarem. Zaznamenal také dvě druhá a jedno třetí místo na závodě Kolem Flander (2014, 2017 a 2015).
Úspěchy slavil i na etapových závodech. Hned na své první Grand Tour Vuelta a España v roce 2008 zvítězil v 9. etapě, v témže ročníku ovládl i bodovací soutěž. Po dvou etapových prvenstvích si připsal i na Tour de France, a to v letech 2015 a 2016 (v tomto ročníku dokonce držel od 5. do 7. etapy žlutý trikot). A právě o žlutý trikot bojoval na kratších, převážně týdenních, etapových závodech. Dvakrát tak ovládl celkovou klasifikaci závodu Kolem Valonska (2011, 2013), zvítězil na závodě Kolem Belgie (2015) a v roce 2016 ovládl „Závod dvou moří“ Tirreno–Adriatico, jehož 5. horská etapa s dojezdem na Monte san Vicino (1208 m n. m.) byla zrušna z důvodu špatného počasí.
Jeho životním úspěchem byl zisk zlaté medaile na olympiádě 2016 v Rio de Janeiro. Vyhrál dramatický silniční závod jednotlivců s hromadným startem, v němž z vedoucí trojice uprchlíků Vincenzo Nibali a Sergio Henao spadli v závěrečném sjezdu a zbývající Rafał Majka byl dostižen těsně před cílem, Van Avermaet pak v závěrečném spurtu porazil Dána Jakoba Fuglsanga. Stal se tak druhým belgickým vítězem této olympijské disciplíny v historii (v roce 1952 to byl André Noyelle).
Jeho otec Ronald Van Avermaet byl také cyklista, reprezentoval Belgii na olympiádě v Moskvě.